# 725 هـ
725 هـ هي سنة في التقويم الهجري امتدت مقابلةً في التقويم الميلادي بين سنتي 1324 و1325.

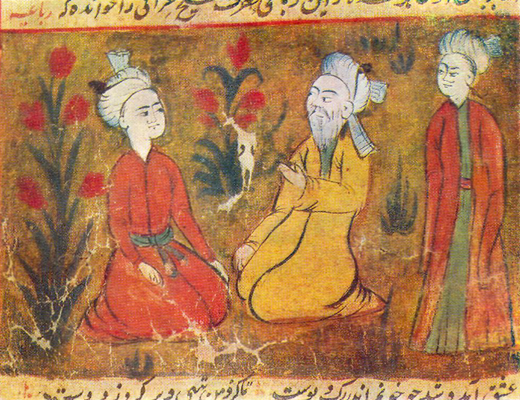
أمير خسرو

## أحداث
- خروج ابن بطوطة من طنجة في رحلته الأولى.

## مواليد
- عبد الرحيم العراقي.
- إبراهيم بن موسى الأبناسي.
- إسماعيل ابن الأحمر.
- ابن أبي حجلة التلمساني.

## وفيات
- أمير خسرو
- منصور بن جماز

- نظام الدين أولياء
- بيبرس الدوادار